# Garda Panteri
Prva bijeljinska laka pješadijska brigada (Specijalne brigade Garde „Panteri“) je bila jedna od elitnih jedinica Vojske Republike Srpske.

## Ratni put
Kroz sastav Garde Panteri prošlo je oko 2000 pripadnika, od kojih je preko 100 poginulo, a 800 ranjeno. Zapovjednici brigade bili su Ljubiša Savić Mauzer i Branko Pantelić. Prosječno brojno stanje brigade bilo je od 420 do 800 pripadnika.

## Povijest
Garda Panteri osnovana je 2. svibnja 1992. godine, a od 2. svibnja 1992. do 01. srpnja 1992. se zvala „Nacionalna garda Srpske autonomne oblasti (SAO) Semberija i Majevica“. Jedinica se nalazila u sastavu Istočnobosanskog korpusa.  Osnivač Garde Panteri je Ljubiša Savić Mauzer. U Bijeljini je osnovano Udruženje veterana Garde „Panteri“.